# Queen II
Queen II er et album af den engelske gruppe Queen. Albummet er fra 1974.
Det er bemærkelsesværdigt, at Brian May har skrevet alle sangene på a-siden af albummet (undtagen én), mens Freddie Mercury har skrevet alle sangene på b-siden. 
På albummet bliver der for det meste fadet fra nummer til nummer. Den allersidste sang på albummet, "Seven Seas of Rhye", var Queens gennembrudshit i England.

## Nummerliste
1. "Procession" – (May)
2. "Father to Son" – (May)
3. "White Queen (As it began)" – (May)
4. "Some Day One Day" – (May)
5. "The Loser in the End" – (Taylor)
6. "Ogre Battle" – (Mercury)
7. "The Fairy Teller's Master-stroke" – (Mercury)
8. "Nevermore" – (Mercury)
9. "The March of the Black Queen" – (Mercury)
10. "Funny How Love Is" – (Mercury)
11. "Seven Seas of Rhye" – (Mercury)

### Hitlister
| Land           | Hitliste          | Hitliste | Salg        | Salg    |
|                | Højeste placering | Uger     | Guld/platin |         |
| -------------- | ----------------- | -------- | ----------- | ------- |
| Storbritannien | 5                 | 29       | Guld        | 350.000 |
| Norge          | 19                |          |             |         |
| Japan          | 26                |          |             |         |
| USA            | 49                | 13       | Guld        | 700.000 |